# Макар Іван Іванович
Іва́н Іва́нович Мака́р (нар. 15 січня 1957, с. Галівка, Старосамбірський район, Львівська область) — український громадський і політичний діяч, правник.

## Життєпис
Навчався в Стрілківській школі-інтернат. Під час навчання був неодноразовим переможцем обласних олімпіад з фізики та хімії, в 1974 відстоював Львівську область на республіканській олімпіаді з фізики, а потім Україну — на всесоюзній.
У 1974—1979 — студент фізичного факультету Львівського університету ім. І.Франка, спеціалізувався на кафедрі теоретичної фізики.
Тоді ж член підпільної молодіжної організації «Союз борьбы за развитие», в яку входили кілька студентів з Києва, Москви та Львова.
1979—1981 — вчитель фізики у Старосамбірському районі Львівської області.
1982 — інженер в/п «Львівенергоремонт» пізніше Бориславського ливарно-механічного заводу.
1982—1983 — технік, потім інженер Прикарпатської геофізичної експедиції.
1983—1984 — виконроб, начальник служби радіаційної безпеки тресту «Уренгойтрубопроводстрой». Був звільнений через конфлікт з керівництвом підприємства, яке порушувало норми радіаційної безпеки.
1984—1987 — вчитель фізики і фізкультури у Ширяєвському районі Одеської області.
1987—1990 — інженер-конструктор 1 категорії, провідний конструктор Інституту прикладних проблем механіки і математики АНУ у м. Львові.
У 1996 закінчив юридичний факультет Київського ун-ту ім. Т.Шевченка.
З 1998 адвокат, а в 1999—2007 викладач конституційного права України та державного права зарубіжних країн в університеті «Україна».
З 2007 працює юристом Асоціації міст України.

## Політична діяльність
З 1987 — член Львівського дискусійного клубу, у 1988 голова Оргкомітету перших львівських опозиційних мітингів, за що відбув піврічне ув'язнення.
З кінця 1988 голова Ініціативної групи відновлення УНР.
У січні 1989 у м. Вільнюсі на зібранні дисидентів зі всіх республік колишнього СРСР ініціював прийняття «Заяви представників поневолених народів».
З лютого 1989 голова Дискусійного клубу, член редколегії самвидавчого журналу «Український час».
У 1990 обраний народним депутатом України по Старосамбірському в/о. Був єдиним серед всіх обраних депутатів з програмою, де ставилася ціль проголошення Незалежної України. У Верховній Раді був обраний секретарем Комісії з питань законодавства і законності.
У 1995—1996 засновник і головний редактор газети «Опозиція».
У 1996 засуджений за наклеп у газеті на Президента України Л.Кучму та на главу Адміністрації Президента України Д.Табачника. Газета була закрита, обладнання частково конфісковане, а частково розграбоване прокуратурою м. Києва (на даний час рішення про закриття газети скасоване, а вирок знаходиться на стадії перегляду).
Інші видання, незважаючи на судові рішення, владою не реєструвалися (на даний час справа на розгляді в Європейському Суді з Прав Людини). А газету «Опозиція», реєстрацію якої поновив Верховний Суд в 2003, Мінюст досі відмовляється вносити до Єдиного реєстру друкованих ЗМІ, що не дає можливості поновити її випуск. Натомість зареєстрували і внесли до Реєстру газету з такою ж назвою, засновником якої є член Партії політики Путіна.
Починаючи з 1993 неодноразово подавав заяви в Генеральну прокуратуру з вимогою порушити кримінальну справу проти Л.Кучми за державну зраду та розкрадання державного майна. В лютому 1998 суддя Київського міського суду Василенко Ю. О. за заявою Макара І. І. скерував матеріали стосовно Кучми Л. Д. у Верховну Раду для усунення його з посади в порядку імпічменту.
В лютому 2001 був громадським прокурором на громадському суді над Л.Кучмою.
Захищав і продовжує захищати в судах та органах прокуратури честь Т.Шевченка від наклепів в антиукраїнських ЗМІ. Неодноразово за власною ініціативою звертався в Генеральну прокуратуру України з приводу розпалювання національної ворожнечі, приниженням національної гідності українців українським телебаченням.
У 2005 році подав позов до Верховної Ради, Президента і Кабміну щодо незаконної виплати Україною пенсій відставникам ЧФ Росії.
У 2005 році подав позов до Президента і Кабміну щодо визнання УПА воюючою стороною відповідно до ч. 1 ст. 43 Додаткового протоколу до Женевських конвенцій від 12.08.1949, що стосується захисту жертв міжнародних збройних конфліктів (Протокол I), від 8 червня 1977 року, (підписаний Україною 12.12.1977, ратифікований 18.08.1989, набув чинності для України 25.07.1990).
У 2007 році подав позов до Кабміну і Фонду держмайна щодо приватизації близькими до В. Ф. Януковича структурами резиденції «Межигір'я». Справа знаходиться в суді і тривалий час не розглядається.
У 2008 році подав позов до Президента про бездіяльність у питанні щодо затоплення Росією острова Тузла.
Бере участь як третя особа у всіх процесах щодо присвоєння звання «Герой України» С.Бандері та Р.Шухевичу, а також у процесах щодо вшанування борців за незалежність України.
З літа 2014 року добровольцем вступив до лав батальйону «Айдар», воює в АТО.
У 2016 році виступив на підтримку «СтудіЇ Квартал-95» у скандалі через їх виступ у Юрмалі.